# 美洲野馬
美洲野馬（Mustang）是家馬的一種。美洲野馬原本是西班牙人帶來的，後來逃離人類馴服並歸回原野。
最晚到大約兩萬年前，馬在北美洲徹底滅絕，南美的馬滅絕得更早。原因現在仍是謎。有人認為跟美洲印第安人過度捕獵有關。從此，在近五千六百多年的時間裡作為馬的老巢的北美洲第一次沒有了馬的存在，一直到公元十六世紀西班牙人再一次把馬帶回了美洲。

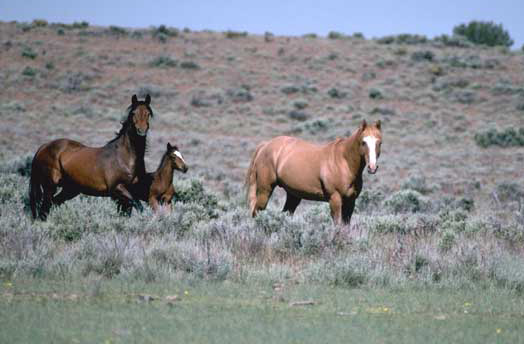
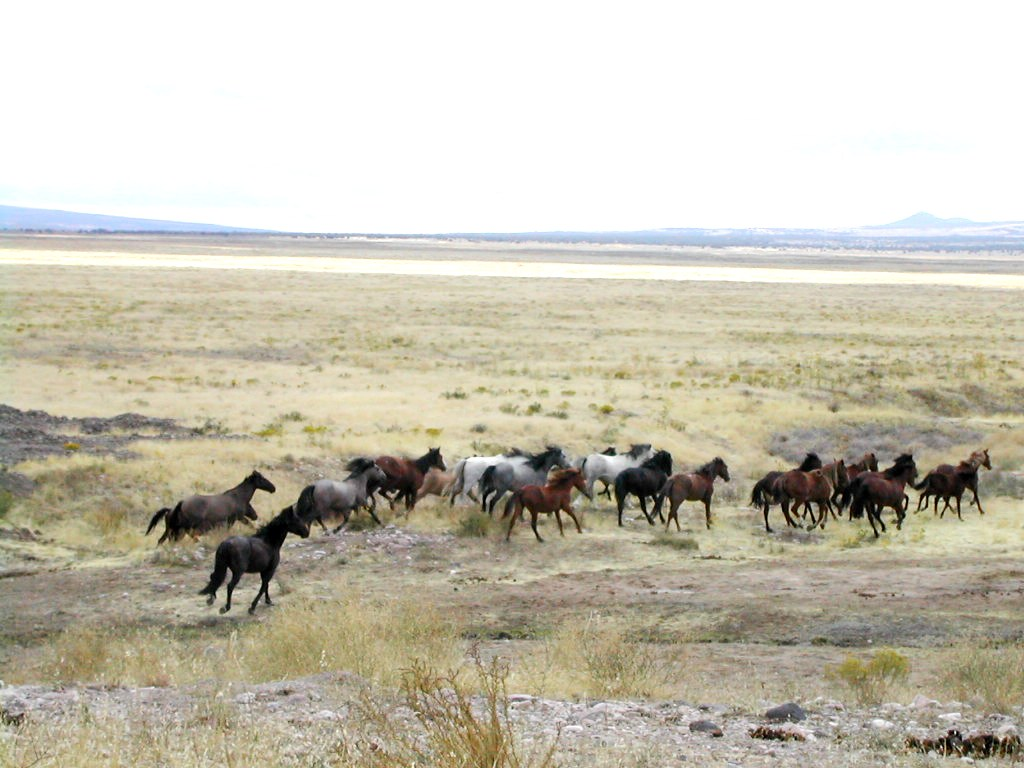
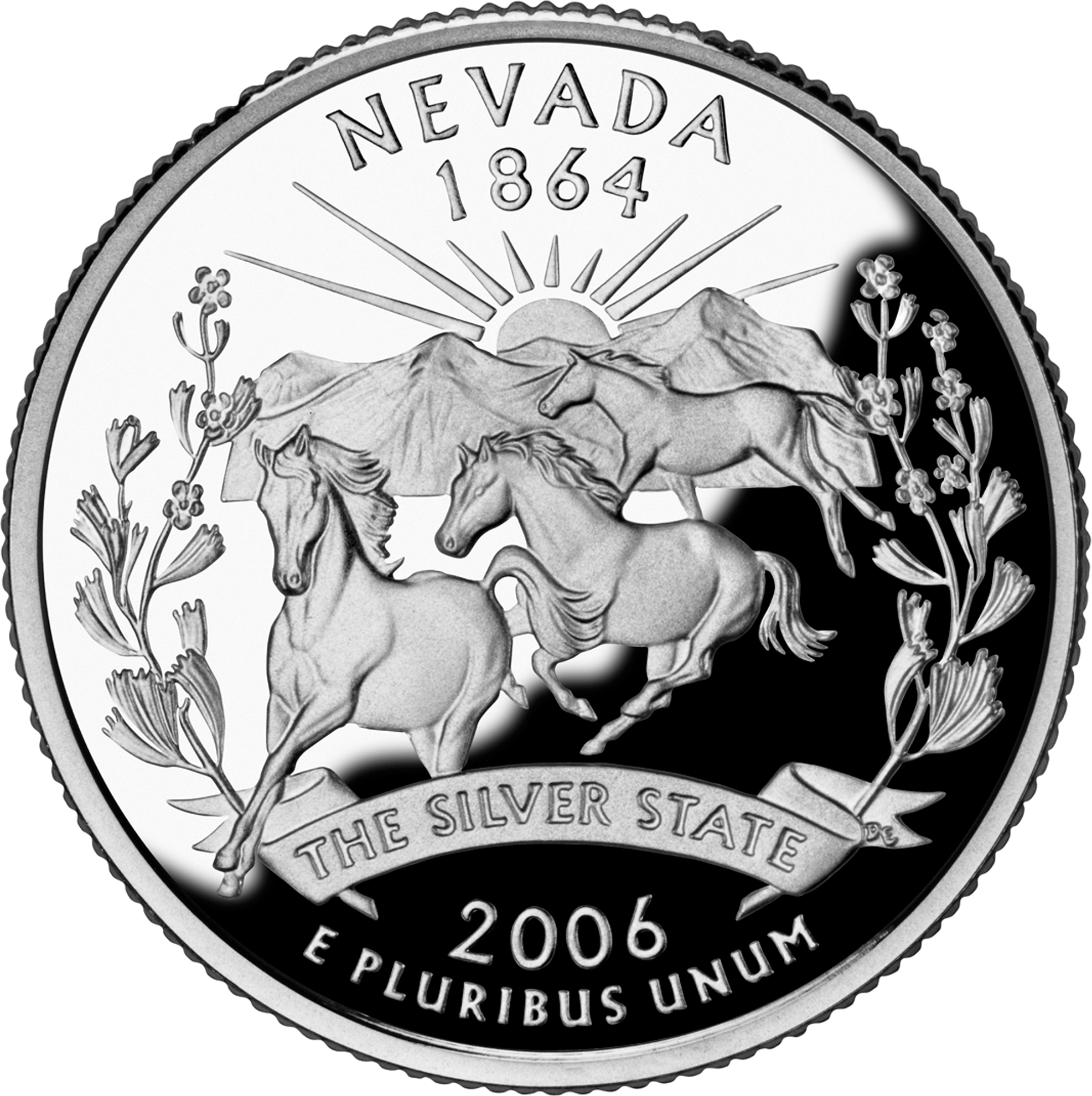
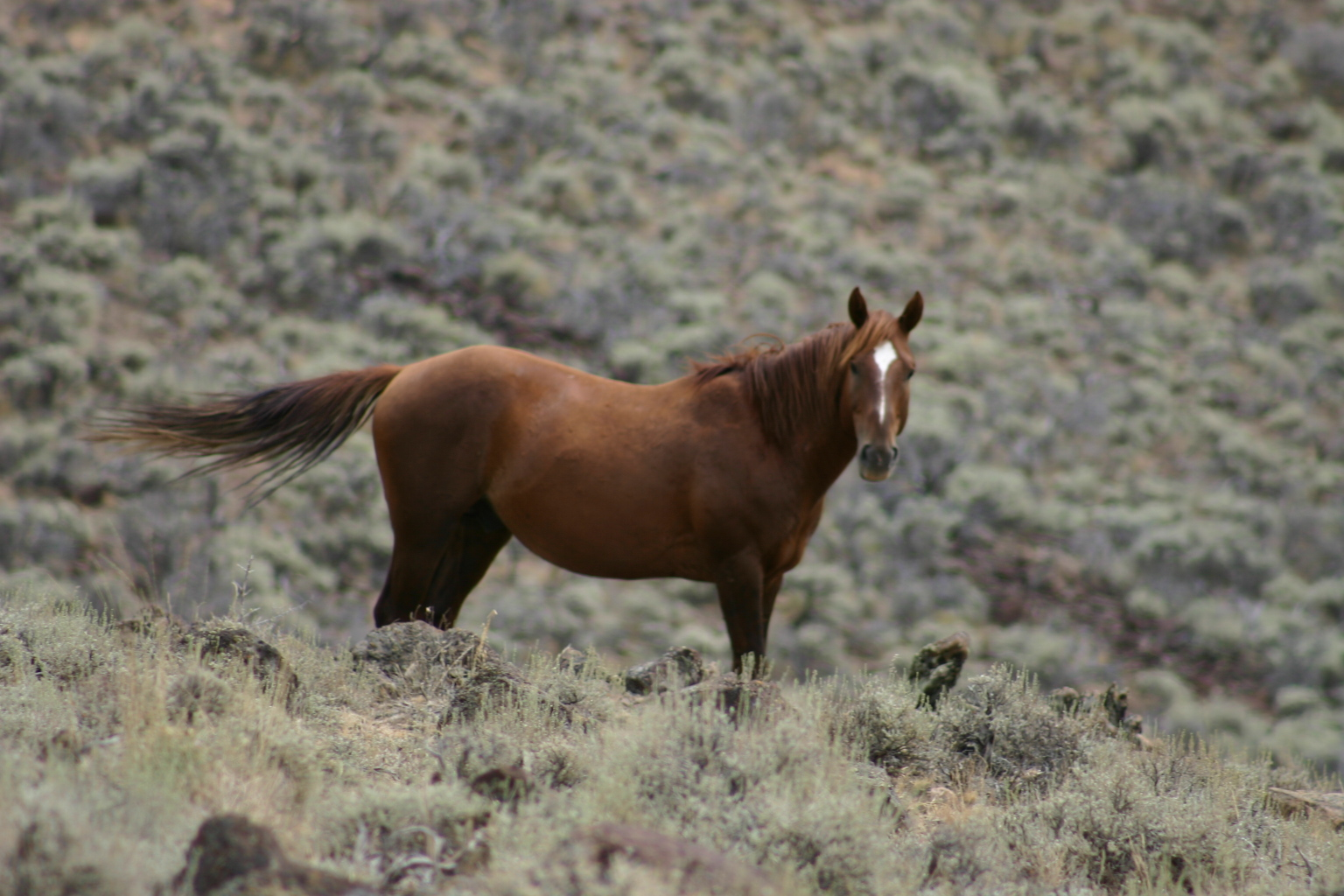

## 外部連結
- Text of Wild Free-Roaming Horse and Burro Act of 1971